# 格兰特·里勒
格兰特·卢卡斯·里勒（英語：Grant Lucas Riller，1997年2月8日—）為美國男子籃球運動員。
2023年8月21日， Sportando報導稱里勒加入中国男子篮球职业联赛北京控股，合約中包含NBA逃脫條款。10月14日，北京控股官宣里勒入隊。2024年9月29日，北京控股宣布與里勒續約。

## 外部連結
- 格兰特·里勒在fiba.basketball（英语）
- 格兰特·里勒在NBA（英语）
- 格兰特·里勒在中国男子篮球职业联赛
- 格兰特·里勒在Basketball-Reference.com（NBA）（英语）
- 格兰特·里勒在Basketball-Reference.com（NBA G聯盟）（英语）
- 格兰特·里勒在Basketball-Reference.com（國際）（英语）
- 格兰特·里勒在Sports-Reference.com（NCAA）（英语）
- 格兰特·里勒在Eurobasket.com（球員）（英语）
- 格兰特·里勒在Proballers（英语）
- 格兰特·里勒在RealGM（英语）
- 格兰特·里勒在中国篮球数据库
- 格兰特·里勒在Flashscore（英语）